# بحران دریاچه‌های بزرگ پناهندگان

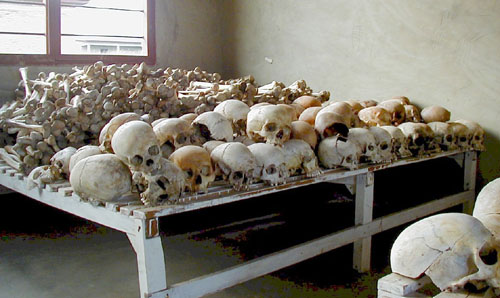
جمجمه قربانیان نسل‌کشی

بحران پناهندگان دریاچه‌های بزرگ (انگلیسی: Great Lakes refugee crisis) نام مشترکی است برای بیان وضعیتی که در اواخر ۱۹۹۴ به دنبال خروج حدود دو میلیون نفر از قبیله هوتو به کشورهای همسایه رخ داد. در این بحران آمار بالایی از قبیله هوتو، از میان غیرنظامیان و کسانی که در نسل‌کشی رواندا نقش داشتند، به کشورهای همسایه و جمهوری دموکراتیک کنگو که آن زمان زئیر خوانده می‌شد پناه بردند.

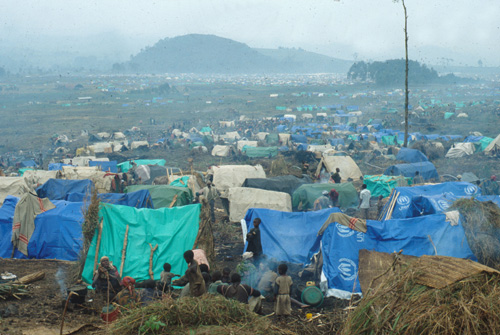
اردوگاه پناهندگان در زئیر ۱۹۹۴

## شرح واقعه
به دنبال موج پناهندگان به کشورهای همسایه، دریاچه‌های بزرگ آفریقا که از پیامدهای نسل‌کشی روآندا بود به‌وجود آمد. جبهه میهنی رواندا حزب وابسته به دولت، در آن زمان یک شاخه جوانان به نام «اینتراهاموه» داشت که آن گروه هم تبدیل به یک نیروی شبه نظامی شد که جریان نسل‌کشی را دنبال می‌کرد متشکل از شورشیان توتسی بود و سازمان دهی منظمی داشت و توسط ارتش اوگاندا حمایت می‌شد، جبهه میهنی رواندا در چهارم ماه ژوئیه۱۹۹۴ پایتخت کشور، کیگالی، را تصرف کرد. نظامیان جبهه میهنی رواندا اصلی‌ترین طراحان نسل‌کشی رواندا بودند که در توطئه چینی برای انقراض جمعیت توتسی و افراد مخالف خود مبادرت کردند. در سال ۱۹۹۴ ظرف تنها ۱۰۰ روز حدود ۸۰۰ هزار نفر از اهالی اقلیت قومی توتسی و اعضای میانه‌رو قوم هوتو به دست شبه نظامیان هوتو به قتل رسیدند. آن‌ها طرح‌ریزی برای قتل‌عام را از ۱۹۹۰ شروع کردند و یک سال بعد پیش‌نویس طرحی را بین اعضای ارتش پخش کردند که در آن توتسی‌ها «دشمن اصلی» توصیف شده بودند. بسیاری از پناهندگانی که از رواندا گریختند، از قوم هوتو بودند که از زیر سلطه قوم توتسی که بعد از نسل‌کشی قدرت را به دست گرفتند گریختند. با این وجود، تلاش‌های امدادرسانی بشردوستانه به پناهندگان به شدت توسط شبه نظامیان «اینتراهاموه» که نسل‌کشی را انجام دادند جلوگیری شد، آنچنانکه که از اردوگاه‌های پناهندگان به عنوان پایگاهی برای حمله علیه دولت جدید به رهبری پل کاگامه استفاده می‌کردند. اردوگاه‌هایی که در کشور سابق زئیر بود به ویژه به پایگاه‌های سیاسی و نظامی تبدیل شده بود و کمک‌های بشردوستانه به هدف‌های جنایتکارانه‌ای تبدیل شده بود، به‌طوری‌که بسیاری از سازمان‌های بشردوستانه را از دور کمک‌رسانی خارج کرد. این درگیری‌ها تا آغاز جنگ اول کنگو در سال ۱۹۹۶، هنگامی که شورشیان حمایت شده از طرف جبهه میهنی رواندا به زئیر حمله کردند و خواستار بازگشت پناهندگان شدند، ادامه یافت.

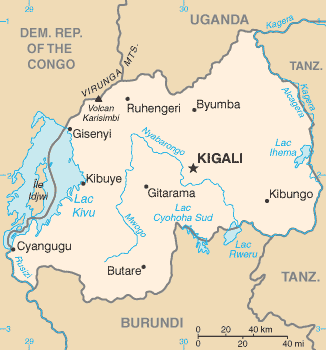
نقشه رواندا

## مانع نشدن از نسل‌کشی
سازمان ملل و کشور بلژیک نیروهایی در رواندا داشتند ولی به نیروهای سازمان ملل اجازه داده نشد که برای توقف قتل‌عام کاری بکنند. یک سال بعد از آنکه تعدادی از سربازان آمریکا در سومالی کشته شده بودند، آمریکا نمی‌خواست درگیر یک بحران دیگر در آفریقا شود.
بلژیک و اکثر حافظان صلح سازمان ملل نیز، بعد از آن که ده سرباز بلژیکی در رواندا کشته شدند این کشور را ترک کردند. فرانسه که از متحدان دولت هوتو بود، نیرویی را برای تشکیل یک منطقه امن به رواندا فرستاد، اما فرانسه هم متهم است که برای توقف نسل‌کشی در منطقه تلاش کافی نکرده است.
رئیس‌جمهور فعلی رواندا فرانسه را به سهم داشتن در نسل‌کشی متهم کرده است. اتهامی که پاریس آن را رد می‌کند.

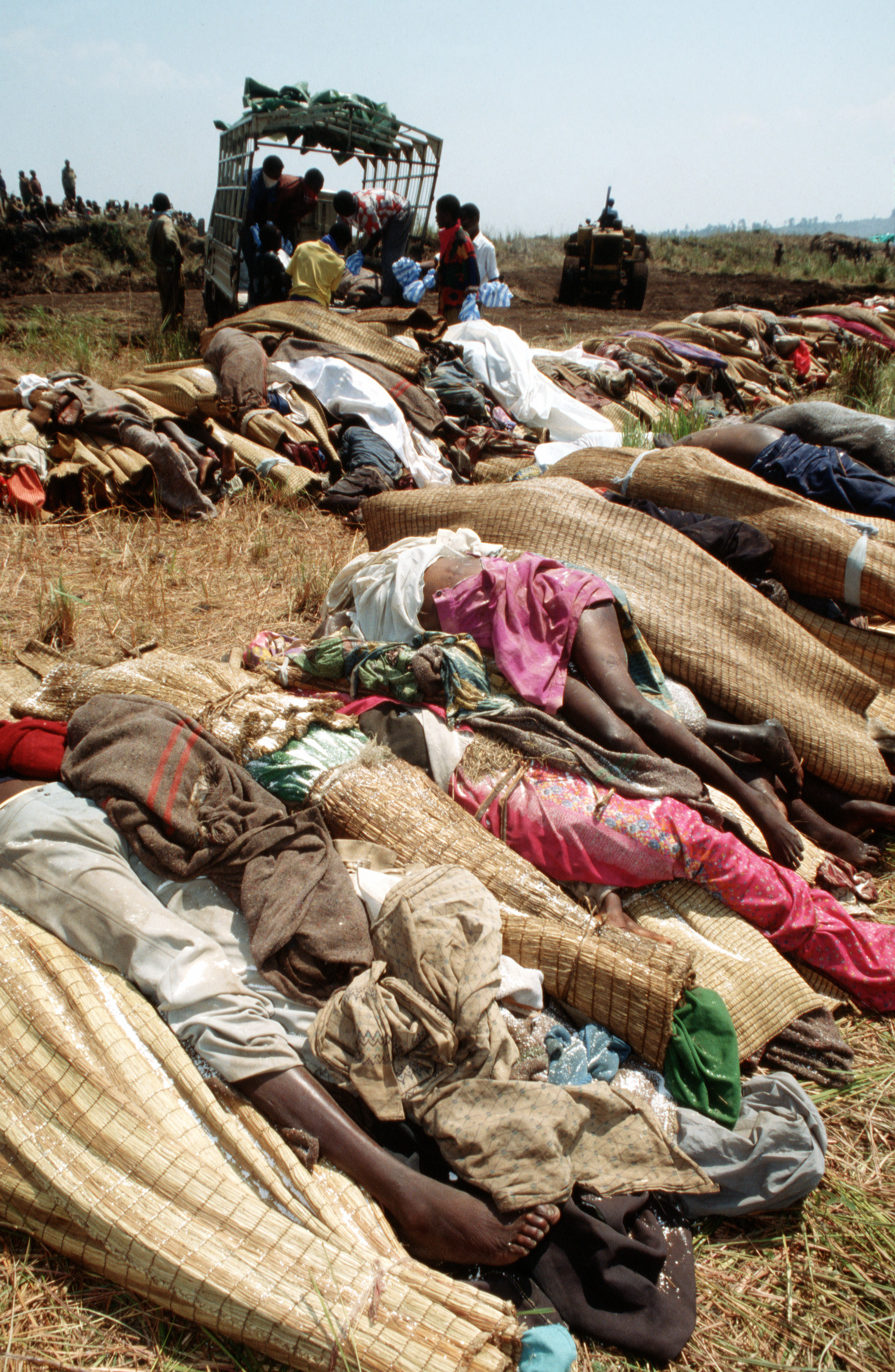
اجساد پناهندگان رواندا پیچیده شده در پتو کنار جاده

## تاریخچه دو قوم رقیب هوتو و توتسی
اقوام هوتو و توتسی دو قوم اصلی در ترکیب جمعیتی رواندا هستند. در دهه ۱۹۰۰ با ورود آلمان و به ویژه از زمان سلطه استعماری بلژیک بر این کشور (۱۹۱۶ تا ۱۹۶۲)، به تنش میان این دو قوم دامن زده شد که از طریق حمایت کردن از یک خانواده سلطنتی توتسی صورت می‌گرفت. یکی از آن پیامدها پیروزی قوم هوتو در حملات پراکنده‌ای بود که به قوم توتسی داشتند که باعث شد برای چندین سال آینده قریب به ۳۰۰٫۰۰۰ نفر از قوم توتسی از کشور فرار کنند. در ۱۹۷۳ حملات ضد هوتو در کشور همسایه بوروندی توسط دولت توتسی هدایت شد که منجر به تجدید حملات علیه توتسی‌ها در رواندا شد و به دنبال آن بسیاری از توتسی‌ها خواستار پناهندگی در اوگاندا شدند.
توتسی‌ها به دلیل توانگری مالی، وضعیت اقتصادی بهتری داشتند و در مقایسه با مردم قوم هوتو، از سطح آموزشی و شغلی بهتر بهره‌مند بودند.
رواندا در سال ۱۹۶۲ استقلال خود را به دست آورد. پیش از آن، مردم قوم توتسی با وجودی که در اقلیت بودند (۲۰٪) جمعیت، بر امور دولتی، دادگستری، ارتش و تنها حزب موجود مسلط بودند. استقلال، قوم هوتو را وارد صحنه کرد. از آن پس، اختلاف‌های دو قوم به عرصه سیاست و اجتماع نیز کشیده شد.
در روز ششم آوریل سال ۱۹۹۴، هواپیمای حامل «هابی‌آریمانا» رئیس‌جمهور وقت رواندا که از اعضای قبیله هوتو بود به همراه رئیس‌جمهور بروندی، که پس از گفتگوهای صلح از تانزانیا به کیگالی، پایتخت روآندا، پرواز می‌کردند، در پی شلیک موشک زمین به هوا در نزدیکی فرودگاه کیگالی به همراه دیگر سرنشینان هواپیما کشته شدند. موشک توسط فردی از قبیله توتسی شلیک شده بود. حملات گسترده و انتقام‌جویانه تندروهای هوتو علیه اقلیت قومی توتسی به قتل‌عامی تمام عیار مبدل شد. جنگی درگرفت که ۱۰۰ روز طول کشید و ۸۰۰ هزار کشته برجای نهاد. هوتوهای افراطی، افزون بر مردم قوم توتسی، میانه‌روهای قوم خودی را نیز قربانی کردند.
سرانجام، نیروهای شورشی به رهبری افراد توتسی، کنترل اوضاع در رواندا را به دست گرفتند.

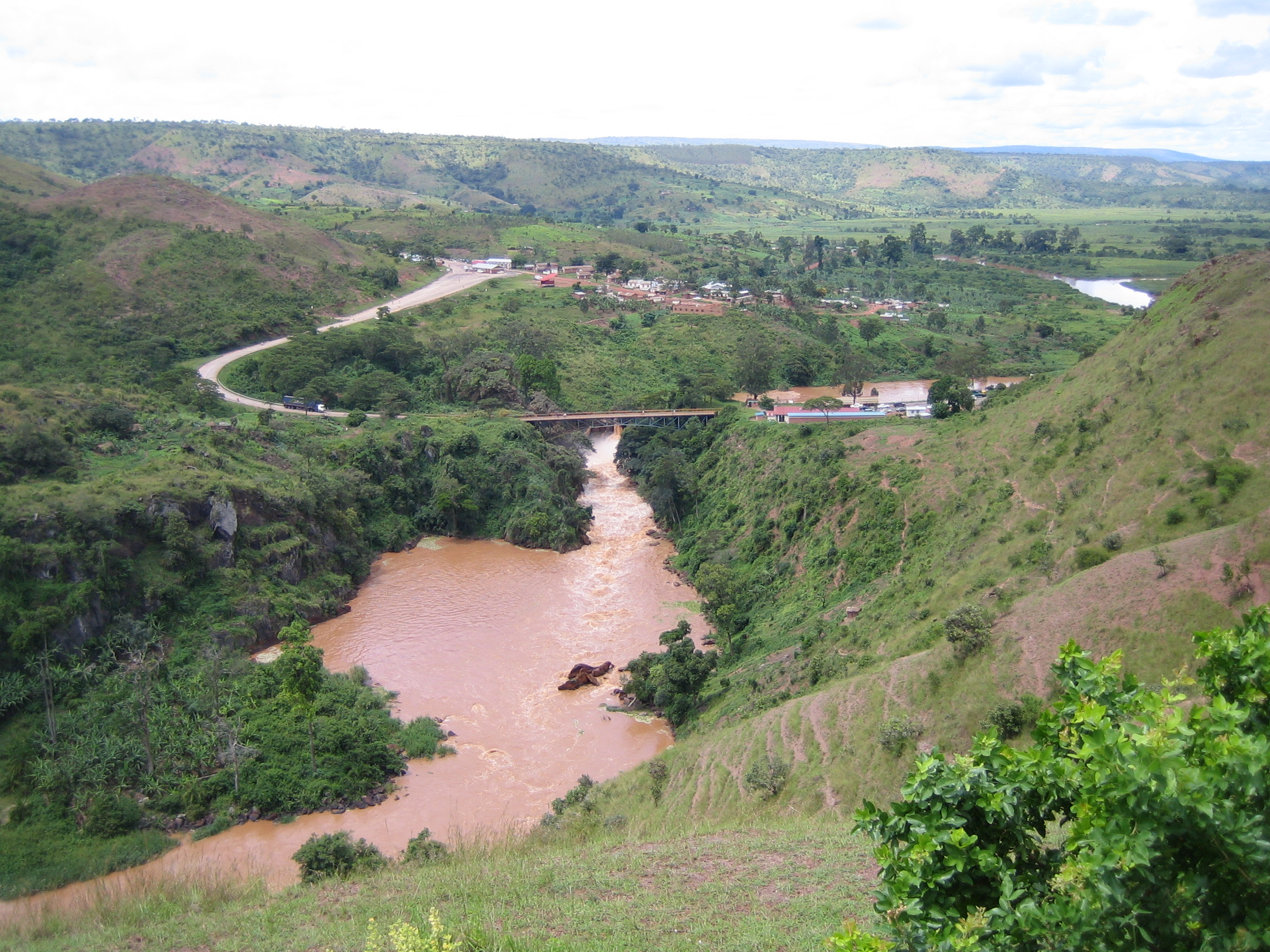
گذرگاه مرزی در آبشار روسومو محل بزرگ‌ترین و سریعترین خروج پناهندگان بود که تاکنون دیده شده است. تانزانیا در سمت چپ، رواندا در سمت راست است.

## پیشرفت جبهه میهنی رواندا و خروج هوتوها
در آوریل ۱۹۹۴ در آغاز نسل‌کشی جبهه میهنی رواندا از منطقه‌ای از شمال کشور تهاجم را آغاز کردند و به پیشرفت‌های سریعی دست یافته و باعث شدند تا نیروهای بیشتری از هوتو قریب به ۷۰۰٫۰۰۰نفر از کشور بگریزند، در میانشان اغلب کسانی بودند که پیش از این در ۱۹۵۹ به اوگاندا پناهنده شده بودند، بازگشت خود را آغاز کردند. برخلاف خروج پناهجویان در منازعات سایر جنگ‌ها. خروج از رواندا به منظور رفتن به مکان امن نبود بلکه یک طرح بزرگ و مقدماتی بود که توسط جوئل بورتو از رهبران پیشین رواندا سازماندهی شد تا پناهندگان در اردوگاه‌های عظیم نوار مرزی مستقر شوند و به این ترتیب جنگ خود را در تبعید علیه توتسی‌ها به شکل جدید ادامه دهند.
نتیجه چشمگیر بود، حدود ۵۰۰٫۰۰۰ رواندایی در ماه آوریل ۱۹۹۴ از شرق کشور به تانزانیا گریختند. طی روزهای ۲۸ و ۲۹ آوریل ۲۵۰ هزار نفر در ظرف ۲۴ ساعت متوالی از پل آبشار نگارا عبور کرده وارد تانزانیا شدند، در مه همان سال ۲۰۰٫۰۰۰ تن دیگر از استانهای بوتار، کبونگو و کیگالی به بوروندی گریختند. با تسخیر پایتخت کیگالی توسط جبهه میهن پرستان، ارتش فرانسه یک منطقه امن در جنوب غربی رواندا ظاهراً برای متوقف ساختن نسل‌کشی ایجاد کرد اما نیروهای فرانسه و اروپایی مانع از ورود نیروهای جبهه میهن پرستان که قبلاً نسل‌کشی را متوقف کرده بودند و هوتوهایی که فرار کرده و ستیزه‌جویان و اعضای دولت سرنگون شده سابق و غیرنظامیان هوتو به این منطقه امن شدند؛ و به دنبال آن فرانسوی‌ها به زودی به مداخله خود پایان دادند که منجر به مهاجرت ۳۰۰٫۰۰۰ نفر به شهر بوکاوو در ژوئیه و اوت ۱۹۹۴ شد؛ و در ژوئیه ۱۹۹۴ جبهه میهنی رواندا شهر شمال غربی گیزنی را اشغال کرد و دولت جدیدی به ریاست پاستور بیزیمونگو و معاونت کاگامه اعلام کردند.
در پایان ماه اوت، کمیساریای عالی پناهندگان سازمان ملل متحد تخمین زد که ۲٫۱ میلیون پناهنده رواندا در کشورهای همسایه واقع در ۳۵ اردوگاه اقامت دارند.

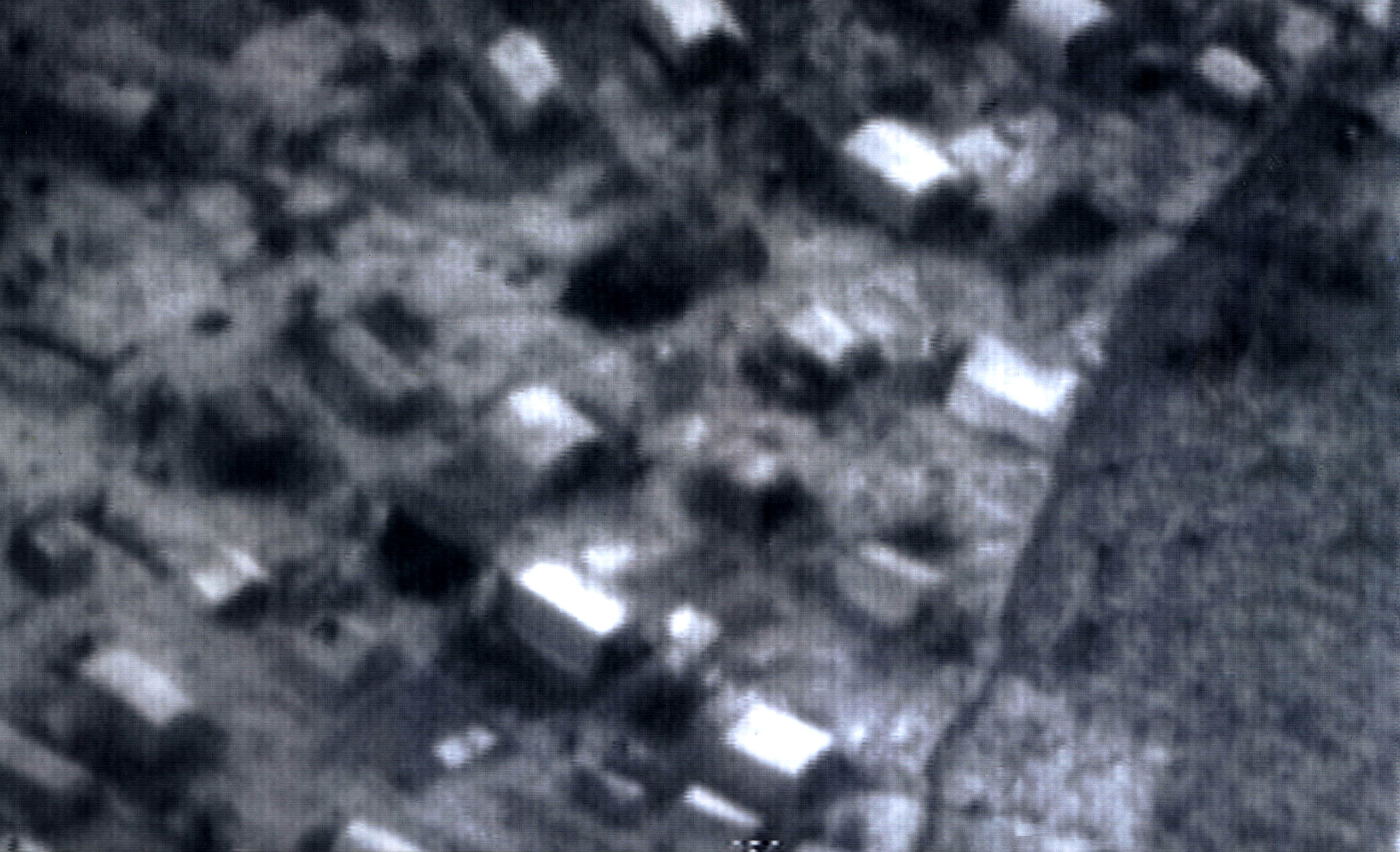
اردوگاه پناهندگان در سیک در جمهوری دموکراتیک کنگو ۱۹۹۶